# 5 Armia (ZSRR)
5 Armia (ros. 5-я армия) – związek operacyjny Armii Czerwonej podczas II wojny światowej, który obecnie jest jednostką Rosyjskich Sił Lądowych, stacjonujący w Dalekowschodnim Okręgu Wojskowym.
5 Armia została sformowana w 1939, w tym samym roku wzięła także udział w agresji ZSRR na Polskę. W momencie ataku Niemiec na ZSRR w czerwcu 1941 była rozmieszczona w południowym sektorze linii obronnych Armii Czerwonej. Okrążona została przez wojska niemieckie w rejonie Kijowa. Podczas wyjścia z okrążenia pod koniec września 1941 poniosła olbrzymie straty.
Ponownie sformowana pod dowództwem Dmitrija Leluszenki i Leonida Goworowa odgrywała pewną rolę w ostatniej linii okopów na przedpolach Moskwy, a następnie w wielu kampaniach ofensywnych i obronnych, które pozwoliły Armii Czerwonej na wyzwolenie terytorium ZSRR i kontynuowanie natarcia w kierunku Polski, a następnie dalej do samych Niemiec. 5 Armia dotarła najdalej do Prus Wschodnich, zanim została przesunięta na wschód w celu wzięcia udziału w operacji kwantuńskiej skierowanej przeciw armii japońskiej. Od 1945 roku najpierw pod radziecką, a dzisiaj pod rosyjską flagą jest częścią Dalekowschodniego Okręgu Wojskowego, pilnując granicy z Republiką Ludową Chin.

## Utworzenie i organizacja
5 Armia została stworzona w sierpniu 1939 roku w Kijowskim Specjalnym Okręgu Wojskowym z Północnej Grupy Armijnej (oryginalnie Żytomierskiej). We wrześniu 1939 roku 5 Armia wzięła udział w agresji na Polskę, wynikającej z podpisania paktu Ribbentrop-Mołotow. Armia była dowodzona przez gen. Iwana Sowietnikowa.
22 czerwca 1941 roku 5 Armia składała się z 15 Korpusu Strzeleckiego (pod dowództwem płk Iwana Fiediuninskiego, mającego w swoim składzie 45. i 62. Dywizję Strzelecką), 27 Korpusu Strzeleckiego (87., 125. i 135. Dywizja Strzelecka), 22 Korpusu Zmechanizowanego (19. i 41. Dywizja Pancerna oraz 215 Dywizja Zmechanizowana), 2 Rejonu Umocnionego, siedmiu pułków artyleryjskich, dwóch pułków przygranicznych NKWD i jednego pułku inżynierów.

## Bitwa o granice
Dywizje strzeleckie 5 Armii zostały wyznaczone do obrony podejść Łucka i Równego i miały obsadzić będące w budowie Rejony Umocnione: Kowelski, Strumiłowski i Włodzimiersko-Wołyński (Linia Mołotowa). Oddziały Armii zajęły pozycje w bunkrach w odległości do 40 mil od granicy, a zajęcie pozycji zajęło armii od trzech do czterech dni. Jednakże 22 czerwca 15. Korpus Strzelecki zajął swoją pozycję w linii utrzymując sektor od Włodawy do Włodzimierza Wołyńskiego, jednak tego samego dnia południowa część linii we Włodzimierzu Wołyńsku „zaczęła się zaciskać”.
Główne niemieckie natarcie zostało skierowane na sektor w miejscu połączenia 5. Armii z jej sąsiadem na południu, tj. 6. Armią. Obydwie Armie wysłały swoje wojska zmechanizowane w próbie powstrzymania wojsk niemieckich, jednakże bez sukcesu. Dowódca Frontu Południowo-Zachodniego, generał Michaił Kirponos, zdecydował się zatrzymać ten atak poprzez natarcie na flankę niemieckiej 1. Grupy Pancernej używając wszystkich dostępnych sił mobilnych – pięciu korpusów zmechanizowanych. Atak ten, wykonany w celu powstrzymania niemieckiego natarcia, zakończył się porażką, z powodu braku koordynacji działań pomiędzy poszczególnymi jednostkami radzieckimi oraz rzekomego dotkliwego braku w wyposażeniu, części zamiennych i radiostacjach. Tymczasem generał Michaiłowi Potapowi, dowodzącemu w tym czasie 5. Armią, rozkazano 29 czerwca przeprowadzić kolejny atak na flankę 1. Grupy Pancernej z lasów w pobliżu Klewania. Podczas tych działań generał Kirponos zarządził odwrót większości wojsk swojego frontu na nową linię obrony położonej na starej granicy polsko-radzieckiej.
7 lipca niemiecka 11. Dywizja Pancerna zajęła Berdyczów i połączenie pomiędzy 5. a 6. Armią zostało przerwane, zaś Stawka rozkazała generałowi Kirponosowi wycofać 5. Armię do Korosteńskiego Rejonu Umocnionego na północny zachód od Kijowa. Wyrwa pomiędzy 5. a 6. Armią szybko poszerzyła się do 40 mil szerokości. By polepszyć sytuację radziecką rozkazano przeprowadzić kolejny kontratak. Dowodzący 15. i 31. Korpusem Strzeleckim oraz 9., 19. i 22 Korpusem Zmechanizowanym generał Potapow przeprowadził kontratak na północ z Berdyczowa i Lubaru. Jednakże jego siły były bardzo osłabione: 9 Korpus Zmechanizowany posiadał tylko 64 czołgi, 22 Korpus mniej niż połowę tej liczby, zaś brygady strzeleckie 31. Korpusu Strzeleckiego miały mniej niż 300 żołnierzy. Mimo to siły Potapowa przecięły drogę z Żytomierza i powstrzymywały niemiecki nacisk przez tydzień, a następnie pozostawały jako występ na północnej flance niemieckiej 6. Armii.
7 września 5. Armia była zagrożona rozcięciem na dwie części przez niemiecką 2. Armię nadciągającą ze wschodu i przez oskrzydlenie 6. Armii na północ od Kijowa. Stawka odmówiła początkowo odwrotu 5. Armii, ponieważ cały czas oczekiwała dobrego wyniku kontrataku Frontu Briańskiego. 9 września Stalin wydał ostatecznie rozkaz nakazujący 5. Armii wycofanie się, jednak w tym samym czasie została ona okrążona i 20 września generał Potapow i jego sztab dostali się do niewoli. W wyniszczającej bitwie niemieckie wojska okrążyły siły 5., 21., 26. i 37. Armii, zdobywając Kijów i biorąc do niewoli 665 000 żołnierzy radzieckich (radzieckie źródła podają, że liczebność wojsk Frontu Południowo-Zachodniego wynosiła 677 000 żołnierzy). Z okrążenia wydostało się 150 000 żołnierzy.

## Moskwa
5. Armia została na nowo sformowana po raz drugi w październiku 1941 roku, pod dowództwem Dmitrija Leluszenki, jako część radzieckiego Frontu Zachodniego. Najnowsze źródła podają datę utworzenia po raz drugi tej armii w dniu 11 października 1941 roku. W jej skład wchodziły dwie dywizje strzeleckie i trzy brygady pancerne. W bitwie o pole pod Borodino, na starszym polu bitwy przeciwko Napoleonowi, pierwsze oddziały nowo sformowanej armii, które przybyły na front (a mianowicie dwa pułki z 32. Dywizji Strzeleckiej i 18. oraz 19. Brygada Pancerna) wykonały próby powstrzymania niemieckich 10. Dywizji Pancernej i dywizji „Das Reich” w ich natarciu na Możajsk. Podczas natarcia Leluszenko został ranny, jego stanowisko zajął gen. Leonid Goworow. Pomimo oporu skromnych rezerw armii Możajsk padł 18 października. W późniejszym czasie, w tym samym roku, armia wzięła udział w operacji klińsko-sołniecznogorskiej.
15 listopada Niemcy przeprowadzili kolejny atak w kierunku Moskwy, jednak gdy flanki toczyły ciężkie walki, do 28 listopada 5. Armia razem z dwoma innymi armiami tworzącymi środkowy odcinek obrony Frontu Zachodniego, 33. i 43. Armią, stawiała całkiem dobry opór, pomimo kilku ataków w prawym sektorze ich linii obronnych. 1 grudnia Niemcy przeprowadzili ostatnie natarcie na Moskwę, wykonane siłami XX Korpusu, które z zaciętością skierowało się na miejsce połączenia 5. Armii z 33., co doprowadziło Niemców do autostrady Moskwa–Mińsk, najważniejszej drogi do stolicy ZSRR. Pomimo przełamania pozycji obronnych 33. Armii wokół Naro-Fomińska, po użyciu wszystkich możliwych rezerw przez ten wyłom przez Żukowa, 4 grudnia sytuacja została przywrócona na tę sprzed bitwy i radzieckie dowództwo mogło wznowić swoje plany o przeprowadzeniu własnej ofensywy.
Podczas zimowej kontrofensywy Armii Czerwonej z Moskwy 5. Armia została wyznaczona do przeprowadzenia własnej ofensywy od 11 grudnia, nacierając na rejon Ruza–Koliubakowo, podczas gdy jednostki jej prawej flanki miały pomóc 16. Armii w uderzeniu na Istrę. Ostatecznie 5. Armia pokonała Niemców w pobliżu Zwienigorodu, zaś 2. Korpus Kawalerii Gwardii uderzył na tyły Niemców w brawurowym rajdzie, umożliwiając tym samym dalsze natarcie. W dyrektywach Frontu Zachodniego z 6 i 8 stycznia 1942 roku 5. Armia otrzymała rozkazy oskrzydlenia, a następnie odbicia Możajska w dniu 16 stycznia. 5. Armia, posiadająca wtedy w swoim składzie siedem dywizji strzeleckich, 82. Zmotoryzowaną Dywizję Strzelecką, trzy samodzielne brygady strzeleckie i 20. Brygadę Pancerną, ruszyła do ataku w połowie stycznia i 20 stycznia zajęła miasto. Jednakże w każdej z jej dywizji strzeleckich pozostało 2500 żołnierzy i tym samym armia zaczęła powoli tracić siły.
20 marca, kiedy ofensywa się rozpoczęła, dyrektywa Stawki dała nowe instrukcje dla frontów Zachodniego i Kalinińskiego. 5 Armia otrzymała rozkaz, by zająć Gżatsk 1 kwietnia, a następnie zdobyć Wiaźmę razem z 43., 49. i 50. Armią. W kwietniu 1942 roku Goworow został wyznaczony na dowódcę Frontu Leningradzkiego i dowództwo nad 5. Armią przejął gen. Iwan Fiediuninski. W późniejszym czasie stanowisko Fiediuninskiego zajął Jakow Czeriewiczenko.

## W ofensywie
Jako część Frontu Zachodniego 5 Armia brała udział w operacji w rejonie Rżewa–Wiaźmy, w tym w drugiej rżewsko-syczewskiej operacji pomiędzy listopadem a grudniem 1942 roku. Następnie walczyła razem z 10. Armią Gwardii i 33. Armią w drugiej bitwie pod Smoleńskiem. W tym czasie była dowodzona przez gen. W.S. Polenowa. W późniejszym czasie przez pewien okres stanowisko to obejmował gen. Piotr Szafranow. W 1944 roku podczas operacji „Bagration” na Białorusi 5. Armia wchodziła w skład 3. Frontu Białoruskiego. 5. Armia, znajdująca się wtedy pod dowództwem gen. Nikołaja Kryłowa, była w północnej grupie frontu razem z 39. Armią i grupą konno-zmechanizowaną, stworzoną z 3. Korpusu Kawalerii i 3. Korpusu Zmechanizowanego Gwardii. Armia nacierała na Wilno, które zostało wyzwolone 13 lipca z pomocą Armii Krajowej po zaciętych i krwawych walkach w centrum miasta. 1 sierpnia 1944 roku armia składała się z 45. Korpusu Strzeleckiego (159., 184. i 338. Dywizja Strzelecka), 65. Korpusu Strzeleckiego (97., 144. i 371. Dywizja Strzelecka), 72. Korpusu Strzeleckiego (63., 215. i 277. Dywizja Strzelecka) oraz wielu jednostek artyleryjskich, pancernych i innych. Ostatnią operacją w Europie, w której wzięła udział 5. Armia była operacja wschodniopruska w 1945 roku. Jednostki 184. Dywizji Strzeleckiej, przydzielonej do 5. Armii, były pierwszymi radzieckimi formacjami, które dotarły do przedwojennej granicy w dniu 17 sierpnia 1944 roku. Razem z innymi armiami 3. Frontu Białoruskiego 5. Armia wzięła udział w nieudanej operacji gumbinnskiej w październiku 1944 roku, w której radzieccy żołnierze nie zdołali przełamać niemieckiej obrony w Prusach Wschodnich. W drugiej połowie operacji wschodniopruskiej, w połączeniu z innymi armiami frontu, 5. Armia zniszczyła ugrupowania wroga w rejonie Tilsitu–Insterburga i Chalberga, a 23 stycznia zdobyła Insterburg. W ostatniej fazie swojej europejskiej służby 5. Armia wzięła udział w likwidacji wojsk Wehrmachtu, a mianowicie XXVIII Korpusu Armijnego, okrążonego na półwyspie Sambia.
20 kwietnia 1945 roku 5 Armia została przerzucona z rezerwy Stawki do Morskiej Grupy Wojsk, jednej z formacji, która miała zostać wysłana na Daleki Wschód, w celu wsparcia tamtejszych wojsk radzieckich w przygotowaniach do rozpoczęcia działań wojennych przeciwko Japonii. MGW została przemianowana na 1. Front Dalekowschodni w dniu 5 sierpnia 1945 roku. Kiedy radziecka inwazja na Mandżurię się rozpoczęła armia składała się z 17. Korpusu Strzeleckiego (187. i 366. Dywizja Strzelecka), 45. Korpusu Strzeleckiego (157., 159. i 184. Dywizja Strzelecka), 65. Korpusu Strzeleckiego (97., 144., 190. i 371. Dywizja Strzelecka), 72. Korpusu Strzeleckiego (63., 215. i 277. Dywizja Strzelecka), 72., 76., 208., 210. i 218. Brygady Pancernej, 105. Rejonu Umocnionego, ponad 35 brygad artyleryjskich i pułków oraz innych jednostek. Podczas operacji harbińsko-girińskiej żołnierze 5. Armii, jako część głównego natarcia 1. Frontu Dalekowschodniego, przedarli się przez rejon Wołyńskija, gdzie japońscy żołnierze stawiali opór, a następnie nacierali w kierunku wschodnich końcówek grzbietu górskiego Taypinliy.

## Po wojnie

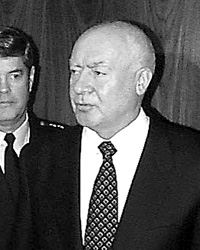
Gen. Igor Rodionow dowodził 5. Armią w latach 1983–1985. Na zdjęciu widoczny jako minister obrony

Po zwycięstwie nad Japonią 5. Armia pozostała na Dalekim Wschodzie i była najpotężniejszą armią w Dalekowschodnim Okręgu Wojskowym w całym okresie powojennym. Po rozwiązaniu 9. Armii Zmechanizowanej i 25. Armii w 1957 roku skład 5. Armii został uzupełniony przez dużą liczbę dywizji, które w późniejszym czasie, po wielu ponownych desygnacjach, stały się 277. Zmotoryzowaną Dywizją Strzelecką i 123. Zmotoryzowaną Dywizją Strzelecką Gwardii. W latach 70. i 80. 81. Zmotoryzowana Dywizja Strzelecka Gwardii i 199. Zmotoryzowana Dywizja Strzelecka stały się częścią 5. Armii. Przydzielonych zostało także wiele rejonów umocnionych. Gen. Igor Rodionow, późniejszy minister obrony Rosji, dowodził armią od 1983 do 1985 roku.
5. Armia wciąż istnieje do dzisiaj, ze swoją kwaterą główną w Ussuryjsku, jednak przeszła wiele reorganizacji i redukcji. 29 listopada 2000 roku gen. płk Juri Jakubow, wówczas dowodzący Dalekowschodnim Okręgiem Wojskowym, powiedział w dzienniku Wriemia nowostiej, że tylko cztery w pełni obsadzone pułki operacyjne i kilka dywizji operacyjnych w okręgu są przygotowane bojowo. W dodatku ostatnie ćwiczenia dla dywizji rezerwowych zostały przeprowadzone w 1985 roku. W raporcie z października 1999 roku podano, iż tylko jeden pułk 35. Armii stacjonujący w Jekaterinosławce jest w 100% obsadzony, czyli można założyć, że pomiędzy 1999 a 2000 rokiem pozostałe trzy w pełni obsadzone pułki znajdowały się w składzie 5. Armii.
W 2007 roku rosyjskie raporty podawały, iż armia składa się z 81. (Bikin) i 121. Zmotoryzowanej Dywizji Strzeleckiej Gwardii (Sibirtsewo), 127. (Segreewka), 129. (Barabasz) i 130. Dywizji Artyleryjskiej Karabinów Maszynowych (Lesozawodzk), 20. Brygady Rakietowej (Spask Dalni, wyposażona w pociski balistyczne OTR-21 Toczka), 719. Pułku Wieloprowadnicowych Wyrzutni Rakietowych (Pokrowka), 958. Pułku Artylerii Przeciwpancernej i innych mniejszych jednostek bojowych oraz wsparcia.

## Dowództwo armii
Dowódcy:
- gen. mjr Michaił Potapow[28]
- gen. mjr Dmitrij Leluszenko (od 9.10.1941)[29])
- gen. por. Leonid Goworow (od 17.10.1941)[29])
- gen. por. Markian Popow (08.12.1942 – 26.12.1942)
- gen. por. Wiaczesław Cwietajew (26.12.1942 – 27.05.1944)
- gen. płk Nikołaj Bierzarin (27.05.1944 – 09.05.1945)

Szefowie sztabu:
- gen. mjr Dmitrij Pisariewski (1941)[30]
- płk Wiktor Bogdanowicz (08.12.1942 – 29.12.1942)
- płk Artemi Pienczewski (13.08.1943 – 10.02.1944)
- gen. mjr Iwan Warfołomajew (11.02.1944 – 08.06.1944)
- płk Aleksandr Kuszew (09.06.1944 – 13.09.1944)

## Struktura organizacyjna
Skład 22 czerwca 1941 roku:
- 9 Korpus Zmechanizowany
- 15 Korpus Strzelecki
- 22 Korpus Zmechanizowany
- 27 Korpus Strzelecki oraz 1 BAPpanc.